# 138e méridien ouest
En géographie, le 138e méridien ouest est le méridien joignant les points de la surface d'un corps dont la longitude est égale à 138° ouest.

## Terre

### Dimensions
Comme tous les autres méridiens, la longueur du 138e méridien correspond à une demi-circonférence terrestre, soit 20 003,932 km. Au niveau de l'équateur, il est distant du méridien de Greenwich de 15 362 km,.
Avec le 42e méridien est, il forme un grand cercle passant par les pôles géographiques terrestres.

### Régions traversées
En commençant par le pôle Nord et descendant vers le sud au pôle Sud, Le 138e méridien ouest passe par:
| Coordonnées           | Pays, territoire ou mer | Notes                                                          |
| --------------------- | ----------------------- | -------------------------------------------------------------- |
| 90° 00′ N, 138° 00′ O | Océan Arctique          |                                                                |
| 74° 06′ N, 138° 00′ O | Mer de Beaufort         |                                                                |
| 69° 07′ N, 138° 00′ O | Canada                  | Yukon Colombie-Britannique — à partir de 60° 00′ N, 138° 00′ O |
| 59° 27′ N, 138° 00′ O | États-Unis              | Alaska                                                         |
| 58° 55′ N, 138° 00′ O | Océan Pacifique         |                                                                |
| 60° 00′ S, 138° 00′ O | Océan Austral           |                                                                |
| 75° 06′ S, 138° 00′ O | Antarctique             | Liste des territoires non revendiqués                          |